# Zamarada strigilecula
Zamarada strigilecula là một loài bướm đêm trong họ Geometridae.